# Loma de Chihuahua
Loma de Chihuahua är en ort i Mexiko.   Den ligger i kommunen Valle de Bravo och delstaten Mexiko, i den södra delen av landet, 110 km väster om huvudstaden Mexico City. Loma de Chihuahua ligger 2 003 meter över havet och antalet invånare är 273.
Terrängen runt Loma de Chihuahua är lite bergig. Runt Loma de Chihuahua är det ganska tätbefolkat, med 116 invånare per kvadratkilometer. Närmaste större samhälle är Valle de Bravo, 4,4 km väster om Loma de Chihuahua. I omgivningarna runt Loma de Chihuahua växer huvudsakligen savannskog.